# Jacob van Eyck
Jonkheer Jacob van Eyck (Den Haag?, 1589/90 - Utrecht, 26 maart 1657) was een Nederlands musicus, campanoloog en componist.

## Beiaardier en klokkendeskundige
Jonkheer Jacob van Eyck werd blind geboren als kind van adellijke ouders, waarschijnlijk in Den Haag. Hij groeide op in Bergen op Zoom, waar hij vertrouwd raakte met de techniek van het carillon. Omstreeks 1617 verhuisde hij naar Heusden, waar hij zich verder ontwikkelde als campanoloog (klokkendeskundige) en beiaardier. Heusden had één klein carillon, dat zich in de toren van het stadhuis bevond. 
Van Eycks kennis is van cruciale betekenis geweest voor de ontwikkeling van het klokkenspel. Hij heeft ontdekt hoe de boventoonstructuur van klokken is samengesteld en hoe door de vorm het profiel van de klok kan worden beïnvloed. Deze kennis werd in praktijk gebracht door zijn samenwerking met de klokkengieters Pieter en François Hemony, die hij in Zutphen ontmoette. Samen goten zij in 1644 het eerste perfect gestemde carillon voor de Wijnhuistoren in Zutphen. Dit klokkenspel is bij een brand verloren gegaan, op één klokje na, dat nu te bewonderen is in Museum Klok & Peel. Het carillon van Deventer, dat ze enkele jaren later goten voor de Grote of Lebuïnuskerk, bestaat nog wel.
In 1623 reisde Van Eyck voor het eerst naar Utrecht om advies uit te brengen voor de verbetering van het carillon in de Domtoren en in 1625 werd hij benoemd tot beiaardier van de Dom. Later bekleedde hij dezelfde functie aan de Janskerk, de Jacobikerk en het stadhuis. In 1628 werd hij "directeur van de klokwerken" in Utrecht. Als zodanig wist hij vele verbeteringen door te voeren in het klokkenbestand in Utrecht. Hij bezocht ook andere steden om te adviseren over de verbetering van het carillon. Dankzij de inspanningen van Van Eyck kregen de Jacobikerk en de Nicolaïkerk in Utrecht een nieuw Hemony-klokkenspel. De Dom volgde pas enkele jaren na Van Eycks dood.

## Blokfluitist en componist
Jacob van Eyck was in zijn vrije tijd ook een begenadigd blokfluitist. Op zomeravonden vermaakte hij de wandelaars op het Janskerkhof met zijn virtuoze fluitspel. In 1640 wordt dit voor het eerst genoemd. Vanaf 1649 krijgt Van Eyck er door het Janskapittel extra voor betaald. In 1644 ging hij over tot het publiceren van zijn blokfluitcomposities. De verzameling Der Fluyten Lust-hof verscheen in twee delen (en drie etappes) tot 1649 en was opgedragen aan Constantijn Huygens, die een verre neef was van Van Eyck. Het eerste deel had aanvankelijk de titel Euterpe oft Speel-goddinne (1644).
Der Fluyten Lust-hof omvat zo'n honderdvijftig composities, vooral variatiereeksen over populaire melodieën en psalmen. Daarbij gaat Van Eyck te werk volgens het proces van "breken": het omspelen van de themanoten in steeds kleinere notenwaarden (diminutie). Dit heeft een toenemende moeilijkheidsgraad tot gevolg. Mede doordat hij aan eenstemmigheid gebonden was, heeft zijn stijl een overwegend ornamenteel karakter.

## Eerbetoon
- 2007 was een herdenkingsjaar van Van Eyck. Aan de voet van de Domtoren te Utrecht werd in dit jaar een herdenkingsteken in de bestrating aangebracht.
- In 2010 stelde het Utrechts Klokkenluidersgilde (UKG) de Jacob van Eyckprijs in. De prijs is bedoeld om aandacht te vestigen op het gebruik van luid- en beiaardklokken in Nederland en Vlaanderen. De prijs wordt sinds 2011 elke drie jaar uitgereikt. De prijs bestaat uit de Jacob van Eyckpenning en een geldbedrag van 2000 euro.[1]
- 18 juli 2023 heeft de doorgang onder de Domtoren aan het Domplein in Utrecht de naam Jacob van Eyckpassage gekregen.[2]

Winnaars Jacob van Eyckprijs
2011 - Beiergroep Denekamp
2014 - Klokkenluidersgilde "Geert van Wou" uit Kampen.
2017 - Restauratie van het Van Call uurwerk in de Jacobikerk, Utrecht
2017 - Oeuvreprijs voor dr. Luc Rombouts, beiaardier en wetenschapper
2020 - geen uitreiking
2023 - Rijssense Klokkenluidersgilde